# Ciotka Karola
Ciotka Karola (ang. Charley’s Aunt) – farsa Brandona Thomasa. Prapremiera odbyła się w Bury St Edmunds w lutym 1892.

## Treść

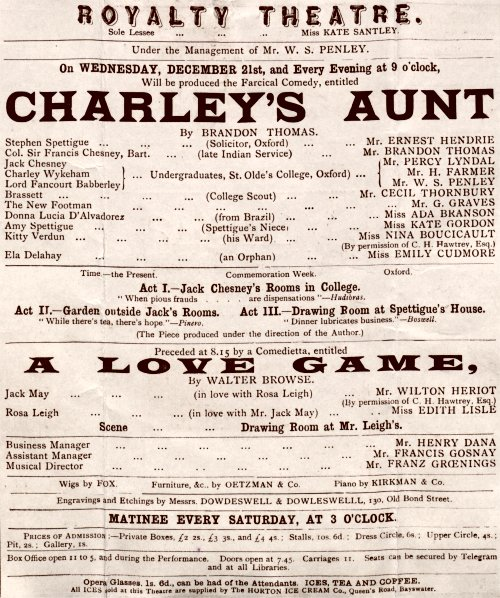
Afisz teatralny (1892)

Karol, student Uniwersytetu Oxfordzkiego otrzymuje wiadomość, że zamierza go odwiedzić jego ciotka, Donna Lucia d'Alvadorez, bardzo bogata wdowa z Brazylii. Wspólnie przyjacielem (Jackiem) wpadają na pomysł, by wykorzystać to wydarzenie dla własnych celów. Zapraszają na obiad dwie panienki (Amy i Kitty), w których są zakochani, aby przy okazji tego spotkania wyznać im swoje uczucia. Donna Lucia jednak nie zjawia się, a Karol otrzymuje telegram z informacją, że jej przyjazd opóźni się o parę dni. Oznacza, to, że może przepaść szansa na wizytę panienek (bez obecności damy panienki nie mogą odwiedzać mieszkania kawalerów). Studenci wpadają na szalony pomysł: namawiają swego przyjaciela, Lorda Fancourta Babberley (zwanego „Babbs”) aby wystąpił przed pannami w przebraniu, jako ciotka Karola. Prowadzi do szeregu komicznych perypetii.

## Musical
Na podstawie utworu Ciotka Karola powstał musical pt. Where's Charley? (muz. Frank Loesser). Prapremiera odbyła się na Broadway w 1948 r. Musical został następnie (1952) zekranizowany przez Davida Butlera.

## Ekranizacje (wybór)

### Filmy amerykańskie
- Charley's Aunt (1915)[4]
- Charley's Aunt (1925, reż. Scott Sidney)[5]
- Charley's Aunt (1930, reż. Al Christie)[6][7]
- Charley's Aunt (1941, reż.  Archie Mayo)[8][9]
- Charley’s Aunt (1983, reż. William Asher)[10][11]

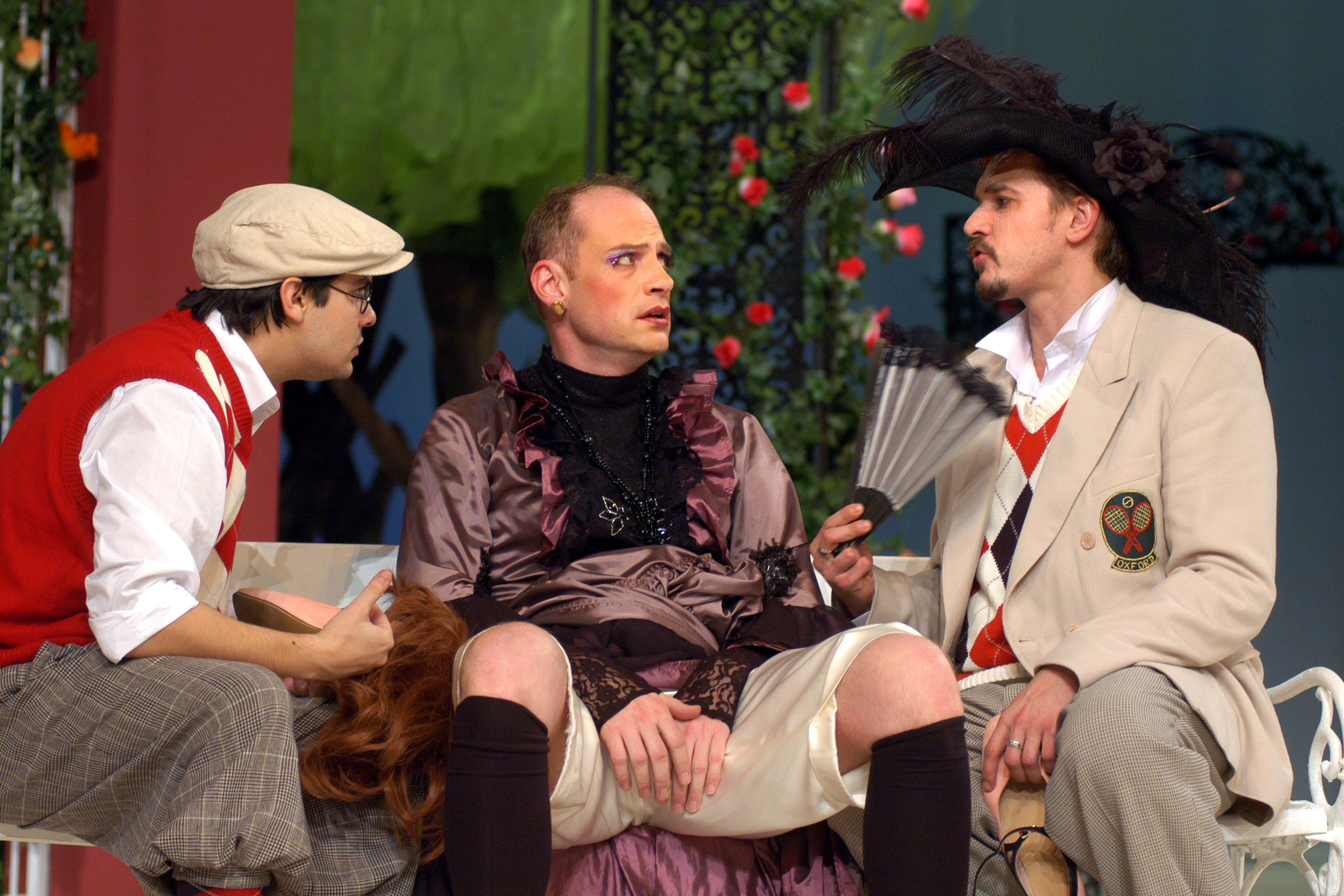
Inscenizacja w teatrze w Brnie (2007).

### Filmy argentyńskie
- La tía de Carlos (1947)[12]
- La tía de Carlitos (1953, reż. Enrique Carreras)[13]

### Filmy austriackie
- Charley's Tante (1963, reż. Géza von Cziffra)[14]

### Filmy brytyjskie
- Charley's Aunt (1938)[15]
- Charley's (Big-Hearted) Aunt (1940,  reż. Walter Forde)[16]
- Charley's Aunt (1961)[17]
- Charley's Aunt (1969, reż. John Gorrie)[18]

### Filmy duńskie
- Charles tante (1959, reż. Poul Bang)[19]

### Filmy fińskie
- Charleyn täti (1958)[20]

### Filmy francuskie
- La Marraine de Charley (1936, reż. Pierre Colombier)[21]
- La Marraine de Charley (1959, reż. Pierre Chevalier)[22]

### Filmy hiszpańskie
- La tía de Carlos en minifalda (1967, reż. Augusto Fenollar, Ignacio F. Iquino)[23]
- La tía de Carlos (1982, reż. Luis María Delgado)[24]

### Filmy niderlandzkie
- De tante van Charlie (2006, reż. Andy Daal, Eduard Huis in 't Veld)[25]

### Filmy niemieckie
- Charleys Tante (1934, reż.  Robert A. Stemmle)[26]
- Charleys Tante (1956, reż. Hans Quest)[27]
- Charleys Tante (1976, reż.Volker Lechtenbrink)[28]
- Charley's Tante (1993, reż.  Lothar Zibell)[29]
- Charleys Tante (1996, reż.  Sönke Wortmann)[30]
- Charleys Tante (2017, reż.  Thomas Kornmayer; Martin Rassau)[31]

### Filmy szwedzkie
- Charleys tant (1926, reż. Elis Ellis)[32]

### Filmy węgierskie
- Charley nénje (1986, reż.  Levente Málnay)[33]

### Filmy włoskie
- La zia di Carlo (1911)[34]
- La zia di Carlo (1913)[35]
- La zia di Carlo (1943, reż. Alfredo Guarini, Achille Campanile)[36]

### Pozostałe
- A Tia de Carlitos (1951, reż. Cassiano Gabus Mendes, Jorge Ribeiro) - film brazylijski[37]
- Maskarada (1959, reż. Radivoje 'Lola' Djukic) - film jugosłowiański[38]
- Charleyova teta (1969) - serial czechosłowacki
- Здравствуйте, я ваша тётя! (1975) - film radziecki[39]

## Ciotka Karolaw Polsce[40]

### Przekład
Utwór został przełożony na język polski przez Janusza Minkiewicza i Kazimierza Winklera, M. Sachorowskiego, T. Trzcińskiego oraz przez Cecylię Wojewodę.

### Inscenizacje (wybór)
Premiera polska odbyła się w Lublinie w 1892 r.
- Teatr Praski w Warszawie (1917, reż. Konstanty Tatarkiewicz)
- Teatr Letni w Poznaniu (1919, reż. Władysław Łuczak)
- Teatr Miejski w Poznaniu (1920, reż. Stefan Zborowski)
- Teatr Nowy im. Heleny Modrzejewskiej w Poznaniu (1933, reż. Kazimierz Korecki)
- Teatr Miejski w Bydgoszczy (1933, reż. Kazimierz Korecki)
- Teatr Popularny w Warszawie (1933)
- Teatr Polski w Poznaniu (1934, reż. Kazimierz Szubert)
- Teatry Miejskie w Częstochowie (1945, reż. Bolesław Orliński)
- Teatr Polski w Bydgoszczy (1947, reż. Bronisław Kassowski)
- Teatr Mały w Szczecinie (1947, reż. Jan Czabanowski)
- Teatr Nowy w Poznaniu (1947, reż. Aleksander Olędzki)
- Teatr im. Stefana Jaracza w Łodzi (1974, reż. Czesław Wołłejko)
- Teatr Powszechny w Łodzi (1993, reż. Marcin Słotwiński)
- Teatr im. Stefana Jaracza w Łodzi (2001, reż. Ewa Mirowska)
- Teatr Syrena (2004, reż. Waldemar Matuszewski)
- Teatr Kwadrat (2013, reż. Andrzej Nejman)

### Spektakle telewizyjne
- Ciotka Karola (1977, reż. Czesław Wołłejko)[41][42]
- Ciotka Karola (1997, reż. Gustaw Holoubek)[43][44]